# 印多超市
印多超市是印尼最大的連鎖便利店，成立於1988年11月，附屬於印尼巨賈林紹良的三林集團之下，全盛時期全印尼超過1萬1千間分店，雅加達、蘇門答臘、爪哇、馬都拉、巴厘島、龍目島、加里曼丹和蘇拉威西島都有分店。
根据德勤2018年度“全球前250大零售商”(Global Powers of Retailing Top 250)排行榜，印多超市以44.35億美元，名例212位